# Union sportive madinet Bel Abbès
 (janvier 2020).
Si vous disposez d'ouvrages ou d'articles de référence ou si vous connaissez des sites web de qualité traitant du thème abordé ici, merci de compléter l'article en donnant les références utiles à sa vérifiabilité et en les liant à la section « Notes et références ».
Maillots
Actualités
Dernière mise à jour : 26 septembre 2023.
L'Union Sportive Madinet Bel Abbès (en arabe : الاتحاد الرياضي لمدينة بلعباس), plus couramment abrégé en USM Bel Abbès ou encore en USMBA, est un club de football algérien fondé en 1933 et basé à Sidi Bel Abbès.

## Histoire du club

### 1933-2020: Naissance de l'USM Bel Abbes
L’idée de créer un club de football est venue à Ali Sellamau moment où les responsables lui refusaient l’accès du Stade des 3 frères Amarouche (ex-Paul Andre) et étaient loin de douter que ce geste allait produire le contraire de l'effet recherché. Divers argument pourraient être tentés pour expliquer ce refus : le premier étant d'ordre réglementaire car le jeune n'était affilie à aucune association agréée.
Il était persuadé d'être victime d'un contexte hostile et il a senti de l'oppression coloniale contre les musulmans Algériens.
Il décide de se rapprocher du milieu sportif et de ses amis les plus proches pour lancer l’idée de la création d’une association sportive musulman mais, à cette époque, l’agrément ne pouvait être délivré que si l’association disposait d’un dirigeant européen. Il va sans se lasser et malgré les affronts poursuivre sa lutte pour la cause du club. Et, avec un groupe d’amis, il fonde le club. L’incident a fait le tour de quartier El Graba (ex-Bugeaud) et la demande devenant pressante par les musulmans indigènes.
Le groupe fondateur a fait la réunion qui donna naissance du club au café Bosphore. le choix de nom Union Sportive Musulmane a été choisi pour symboliser l'union et le regroupement des anciens dirigeants des associations sportives musulmanes à l'époque . Les choix des couleurs (vert, Rouge et Blanc) furent choisis pour ces raisons : le Vert et le blanc qui représente le signe de l’espoir du peuple algérien, c’est aussi la couleur symbolique de l’Islam. Le Rouge qui représente le signe de l’amour de la nation et du sacrifice et aussi c’est le symbole du nationalisme révolutionnaire algérien lors de l'époque coloniale.
Et en 1933 parmi le groupe fondateur de l'Union Sportive Musulmane de Bel-Abbès on peut citer quelques noms comme : Lassouli Moulay Ali, Sellam Ali, Mami Abdesselem, Seguini Omar, Menouar abderrahmane, Tabet Derraz Allel, Azza belabbes.
en 1933 leur point de vue était de pratiquer ensemble le football et jouer amicalement contre des équipes des environs dans le but de se distraire sainement.

### Engagement et début officiel
L’Union Sportive Musulmane de Bel-Abbès fut engagé officiellement à la LOFA (Ligue Oranaise de Football Association) le 27 août 1934. But: Sport athlétique et la préparation militaire. Le siege était basé au 19, rue Béranger
Le Football en Algérie était en veilleuse durant la période de la guerre mondiale (1939 à 1941), cependant un championnat provisoire était mis sur pied à la même époque, et l’USMBA a réussi à prendre la tête de ce championnat de guerre après avoir battu l'AS Marine d'Oran.

### Après la Seconde Guerre Mondiale

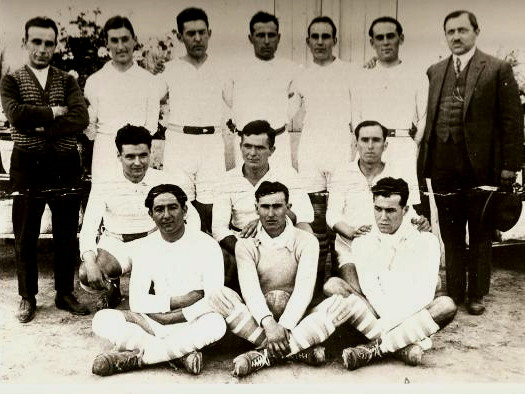
SC Bel Abbès, le grand rival de l'USM Bel Abbès

Après la reprise officielle des championnats après la Seconde Guerre mondiale, et après un passage dans les différents championnats de district, l’USMBA reprit sa place en Division d’Honneur en 1948 après avoir battu en match de barrage par deux fois l’ISC Mostaganemen, l’équipe des frères Oliver.
Lors de la saison 1955-1956 l'Union Sportive Musulmane de Bel-Abbès est sous la direction de l'entraîneur Lacaze. Vice-champion d'Oranie, l'USMBA atteint cette saison-là la finale du Coupe d'Afrique du Nord, match non joué contre le SC Bel-Abbès, champion d'Oranie.
Le SC Bel-Abbès (club colon) et l’USM Bel-Abbès (club musulman) étaient censés s’affronter en finale Mais la réincorporation du joueur Hubert Gros, capitaine du SCBA juste avant la finale alors qu'il était suspendu provoque le retrait de l'USMBA en signe de protestation et sur ordre du Front de Libération Nationale (FLN).
Belkacem Bendimered pris le relais de la présidence du club avant de passer le flambeau au Dr Abdelkader Hassani, ancien gardien de but. À partir de cette date, il fut sollicité pour prendre les destinées du club.

## Résultats sportifs

### Palmarès
| Compétitions nationales | Compétitions internationales                                      |
| --- | ----------------------------------------------------------------- |
| - Ligue 1 3e Place : 1969 et 1983. - Coupe d'Algérie (2) Vainqueur : 1991 et 2018. - Supercoupe d'Algérie (1) Vainqueur : 2018 - Championnat d'Oranie Vice-Champion : 1950, 1956 | - Coupe d'Afrique du Nord Finaliste : 1956. (finale non disputée) |

### Bilan sportif
Bilan du USMBA en championnat et coupes à partir de 1962
| Nationale                                 | Saisons | Titres | J    | G   | N   | P   | Bp   | Bc   | Diff | Points |
| ----------------------------------------- | ------- | ------ | ---- | --- | --- | --- | ---- | ---- | ---- | ------ |
| Ligue 1                                   | 26      | 0      | 791  | 240 | 251 | 300 | 746  | 866  | -120 | 1196   |
| Ligue 2                                   | 29      | 5      | 857  | 354 | 290 | 213 | 742  | 764  | -22  | 1430   |
| Division 3                                | 02      | 1      | 56   | ... | ... | ... | ...  | ...  | ...  | ...    |
| Total                                     | 57      | 6      | 1600 | 594 | 553 | 673 | 1475 | 1614 | -139 | 2550   |
| Coupes nationales                         | Saisons | Titres | J    | G   | N   | P   | Bp   | Bc   | Diff | Points |
| Coupe d'Algérie                           | 55      | 2      |      |     |     |     |      |      |      |        |
| Coupe de la ligue                         | 2       | 0      | 8    | 3   | 2   | 3   | 6    | 5    | +1   | 8      |
| Supercoupe                                | 1       | 1      | 1    | 1   | 0   | 0   | 1    | 0    | +1   |        |
| Total                                     | 56      | 3      |      |     |     |     |      |      |      |        |
| International                             | Saisons | Titres | J    | G   | N   | P   | Bp   | Bc   | Diff | Points |
| Coupe d'Afrique des vainqueurs des coupes | 1       | 0      | 4    | 1   | 2   | 1   | 7    | 8    | -1   |        |
| Coupe de la confédération                 | 1       | 0      | 4    | 1   | 1   | 2   | 4    | 3    | +1   |        |
| Total                                     | 2       | 0      | 8    | 2   | 3   | 3   | 11   | 11   | 0    |        |
| Total Général                             |         |        |      |     |     |     |      |      |      |        |

Légende : J = joués, G = gagnés, N = nuls, P = perdus, Bp = buts pour, Bc = buts contre, Diff = différence de buts.

### Classement en championnat d'Algérie par année
- 1962-63 : C-H Gr V. Ouest, 3e
- 1963-64 : D-H, Ouest 11e
- 1964-65 : D2, Gr. Ouest 6e
- 1965-66 : D2, Gr. Ouest 1er
- 1966-67 : D2, 2e
- 1967-68 : D1, 10e
- 1968-69 : D1, 3e
- 1969-70 : D1, 9e
- 1970-71 : D1, 10e
- 1971-72 : D1, 13e
- 1972-73 : D1, 4e
- 1973-74 : D1, 10e
- 1974-75 : D1, 12e
- 1975-76 : D1, 15e
- 1976-77 : D2, Gr. Ouest 3e
- 1977-78 : D2, Gr. Ouest 1er
- 1978-79 : D2, Gr. Ouest 2e
- 1979-80 : D2, Gr. Centre-Ouest 1er
- 1980-81 : D1, 8e
- 1981-82 : D1, 14e
- 1982-83 : D1, 3e
- 1983-84 : D1, 8e
- 1984-85 : D1, 17e
- 1985-86 : D1, 19e
- 1986-87 : D2, Gr. Ouest 3e
- 1987-88 : D2, Gr. Ouest 1er
- 1988-89 : D1, 4e
- 1989-90 : D1, 9e
- 1990-91 : D1, 14e
- 1991-92 : D1, 14e
- 1992-93 : D2, Gr. Ouest 1er
- 1993-94 : D1, 16e
- 1994-95 : D2, Gr. Ouest 4e
- 1995-96 : D2, Gr. Ouest 5e
- 1996-97 : D2, Gr. Ouest 8e
- 1997-98 : D2, Gr. Ouest 9e
- 1998-99 : D2, Gr. Ouest 7e
- 1999-00 : D3, Gr. Ouest 3e
- 2000-01 : D2, Gr. Centre-Ouest 3e
- 2001-02 : D2, Gr. Centre-Ouest 2e
- 2002-03 : D2, Gr. Centre-Ouest 2e
- 2003-04 : D2, Gr. Ouest 3e
- 2004-05 : D2, 17e
- 2005-06 : D3, Gr. Ouest 1er
- 2006-07 : D2, 16e
- 2007-08 : D2, 11e
- 2008-09 : D2, 12e
- 2009-10 : D2, 5e
- 2010-11 : Ligue 2, 4e
- 2011-12 : Ligue 2, 3e
- 2012-13 : Ligue 1, 16e
- 2013-14 : Ligue 2, 1er
- 2014-15 : Ligue 1, 16e
- 2015-16 : Ligue 2, 3e
- 2016-17 : Ligue 1, 4e
- 2017-18 : Ligue 1, 9e
- 2018-19 : Ligue 1, 13e
- 2019-20 : Ligue 1, 11e
- 2020-21 : Ligue 1, 18e
- 2021-22 : Ligue 2, 15e
- 2022-23 : D3, Inter-régions Ouest, 5e
- 2023-24 : D3, Inter-régions Ouest, 4e
- 2024-25 : D3, Inter-régions Ouest, 2e
- 2025-26 : D3, Inter-régions Ouest, ?e

### Parcours de l'USMBA en coupe d'Algérie
| Saison  | Tour        | Matchs         | Résultats     |
| ------- | ----------- | -------------- | ------------- |
| 1962-63 | 1/8 finale  | USM Alger      | 2-1           |
| 1963-64 | 1/32 finale | SCM Oran       | 2-0           |
| 1964-65 | 1/64 finale | SC Lourmel     | 2-1 a.p       |
| 1965-66 | 1/4 finale  | CR Belcourt    | 0-0 corn 6-3  |
| 1966-67 | 1/8 finale  | USM Alger      | 1-1 visit     |
| 1967-68 | 1/16 finale | ES Mostaganem  | 3-0           |
| 1968-69 | 1/16 finale | CR Belcourt    | 4-1           |
| 1969-70 | 1/8 finale  | ES Guelma      | 1-0           |
| 1970-71 | 1/16 finale | MC Alger       | 1-0           |
| 1971-72 | 1/4 finale  | USM Alger      | 2-0           |
| 1972-73 | 1/8 finale  | USM Blida      | 1-0           |
| 1973-74 | 1/4 finale  | JS Kawkabi     | 1-0           |
| 1974-75 | 1/16 finale | USM El Harrach | 3-0           |
| 1975-76 | 1/16 finale | ES Sétif       | 3-1           |
| 1976-77 | 1/32 finale | ES Mostaganem  | 2-1           |
| 1977-78 | 1/16 finale | MC Alger       | 1-0           |
| 1978-79 | ?           | ?              | ?             |
| 1979-80 | 1/16 finale | CS DNC Alger   | 2-0           |
| 1980-81 | 1/16 finale | CS Constantine | 1-1 t.a.b     |
| 1981-82 | 1/16 finale | CM Constantine | 6-2           |
| 1982-83 | 1/8 finale  | GCR Mascara    | 3-0           |
| 1983-84 | 1/8 finale  | RS Kouba       | 1-1 t.a.b 4-3 |
| 1984-85 | 1/16 finale | WM Tlemcen     | 1-0 a.p       |
| 1985-86 | 1/16 finale | CM Belcourt    | 0-0 t.a.b 4-3 |
| 1986-87 | 1/32 finale | CRB Sfisef     | 0-0 t.a.b 5-4 |
| 1987-88 | 1/32 finale | MC Oran        | 2-0           |
| 1988-89 | 1/4 finale  | ES Sétif       | 3-0           |
| 1989-90 | N.J         | N.J            | N.J           |
| 1990-91 | Vainqueur   | JS Kabylie     | 2-0           |
| 1991-92 | 1/4 finale  | ASO Chlef      | 1-0 a.p       |
| 1992-93 | N.J         | N.J            | N.J           |
| 1993-94 | 4e T.R      | RCG Oran       | 1-1 t.a.b 2-0 |
| 1994-95 | 1/16 finale | CA Batna       | 1-0           |
| 1995-96 | 1/4 finale  | USM Blida      | 3-1 a.p       |
| 1996-97 | ?e T.R      | ?              | ?             |
| 1997-98 | ?e T.R      | ?              | ?             |
| 1998-99 | ?e T.R      | ?              | ?             |
| 1999-00 | 1/8 finale  | NA Hussein Dey | 1-0           |
| 2000-01 | 1/32 finale | JSM Bejaia     | 1-0           |
| 2001-02 | 1/32 finale | CR Belouizdad  | 1-0           |
| 2002-03 | 1/4 finale  | MC Oran        | 1-0           |
| 2003-04 | Dernier T.R | RC Relizane    | 1-0           |
| 2004-05 | Dernier T.R | ASM Oran       | ?             |
| 2005-06 | ?e T.R      |                |               |
| 2006-07 | 3e T.R      | WA Mostaganem  | ?             |
| 2007-08 | 1/16 finale | MC Saida       | 2-0           |
| 2008-09 | Dernier T.R | IRB Maghnia    | 0-0 t.a.b 4-3 |
| 2009-10 | 1/4 finale  | ES Sétif       | 1-0           |
| 2010-11 | 1/16 finale | MC Saida       | 1-0           |
| 2011-12 | Dernier T.R | ES Mostaganem  | 0-0 t.a.b     |
| 2012-13 | 1/16 finale | CS Constantine | 5-1           |
| 2013-14 | 1/16 finale | MC Saida       | 0-0 t.a.b 4-3 |
| 2014-15 | 1/16 finale | CS Constantine | 1-0           |
| 2015-16 | 1/2 finale  | NA Hussein Dey | 1-0           |
| 2016-17 | 1/2 finale  | CR Belouizdad  | 0-0 t.a.b 6-5 |
| 2017-18 | Vainqueur   | JS Kabylie     | 2-1           |
| 2018-19 | 1/16 finale | USM Alger      | 2-1           |
| 2019-20 | 1/4 finale  | Annulé         | Annulé        |
| 2020-21 | N.J         | N.J            | N.J           |
| 2021-22 | N.J         | N.J            | N.J           |
| 2022-23 | Dernier T.R | CR Témouchent  | ?             |
| 2023-24 | 3e T.R      | CRB Ben Badis  | ?             |
| 2024-25 | 1/16 finale | CR Témouchent  | 1-0           |

### Parcours international de l'USMBA
| N° | Tour           |        | Date            | Lieu                    | Match         | Score | Buteurs                                                                  |
| -- | -------------- | ------ | --------------- | ----------------------- | ------------- | ----- | ------------------------------------------------------------------------ |
| 1  | 1/16 de finale | Aller  | D. 15 mars 1992 | Bamako (Mali)           | AS Mandé      | 0 - 2 | Youcef Meziane 24e (csc), Modibo Keita 78e                               |
| 2  | 1/16 de finale | Retour | V. 27 mars 1992 | Sidi Bel Abbès          | AS Mandé      | 5 - 0 | Haffaf Redouane 7e 21e, Adda 38e, Louahla Tarek 63e, Ardjaoui Mourad 83e |
| 3  | 1/8 de finale  | Aller  | S. 16 mai 1992  | Abidjan (Côte d'Ivoire) | Africa Sports | 1 - 5 | ?                                                                        |
| 4  | 1/8 de finale  | Retour | V. 29 mai 1992  | Sidi Bel Abbès          | Africa Sports | 1 - 1 | Haffaf Redouane 72e / Oliha 88e                                          |

| N° | Tour              |        | Date                 | Lieu               | Match         | Score | Buteurs                                            |
| -- | ----------------- | ------ | -------------------- | ------------------ | ------------- | ----- | -------------------------------------------------- |
| 1  | Tour préliminaire | Aller  | Me. 27 novembre 2018 | Sidi Bel Abbès     | LISCR FC      | 4 - 0 | Belahouel 23e (pen.), Seguer 77e 87e, Lamara 90+1e |
| 2  | Tour préliminaire | Retour | Ma. 5 décembre 2018  | Monrovia (Liberia) | LISCR FC      | 0 - 1 | Sheku Sheriff 31e                                  |
| 3  | Premier tour      | Aller  | S. 15 décembre 2018  | Sidi Bel Abbès     | Enugu Rangers | 0 - 0 | /                                                  |
| 4  | Premier tour      | Retour | S. 22 décembre 2018  | Enugu (Nigeria)    | Enugu Rangers | 0 - 2 | Bright Silas 6e 45+1e                              |

## Identité du club

### Logos

Ancien logo
Ancien logo
Ancien logo (2010-2020)
Logo actuel (depuis 2021)

### Maillot
Les couleurs traditionnelles d'USM Bel Abbès sont le Vert, Blanc et Rouge.

## Personnalités du club

### Fondateur
- Ali Sellam en 1933

### Entraîneurs
- René Rebibo (1949 - 1950)
- Larbi Benbarek (1955 - 1956)
- Fethi Benkabou (0 - 2012)
- Fouad Bouali (23 juillet 2012 - 30 octobre 2012)
- Abdelkader Yaïche (14 novembre 2012 - 3 janvier 2013)
- Mokhtar Assas (18 janvier 2013 – 12 mai 2013)
- Zouaoui Zitouni (intérim) (13 mai 2013 – 30 juin 2013)
- Abdelkrim Bira (1er juillet 2013 – 30 juin 2014)
- Jean-Guy Wallemme (1er juillet 2014 – 2015)
- Moez Bououkaz (juillet 2015 - 2016)
- Tahar Chérif El-Ouazzani (2016 – mai 2018)
- Moez Bououkaz (juin 2018 - octobre 2018)
- Youcef Bouzidi (octobre 2018 - )
- Ahmed Slimani (avril 2019 -  )
- Younes Ifticene (aout 2019 -  )
- Abdelkader Yaiche (septembre 2019 - )

## Structures du club

### Stades
- Stade du 24 février 1956 avec une capacité de 45 000 places, il accueille toutes les rencontres de l'USM Bel Abbès.
- Stade des trois frères Amarouch, construit en 1925 et d'une capacité de 7 000 places, a été le stade principal de l'USMBA jusqu'à la construction et l'ouverture du stade du 24 février en 1981.

## Culture populaire

### Supporteurs
Les supporteurs de l'USM Bel Abbès sont maintenant connus beaucoup plus sous le nom des « Scorpions ».

### Rivalité
- MC Oran : un grand match entre deux grands clubs de l'Ouest algérien, un match pas comme les autres que ce soit dans le terrain ou dans les tribunes, le premier match officiel entre l'USMBA et le MCO a eu lieu le 13 octobre 1963, durant  la saison 1963-1964.
- L'USMBA - GC Mascara : (des Grands Derbys entre ces deux équipes dans les années soixente-dix (1970) .

## Autres Sections
- USM Bel-Abbès (basket-ball) : joué au Championnat d'Algérie de basket-ball